# Mateo de la Tijera
Mateo de la Tijera (* im mexikanischen Bundesstaat Hidalgo) ist ein ehemaliger mexikanischer Fußballspieler, der im offensiven Mittelfeld agierte.

## Laufbahn
De la Tijera begann seine Laufbahn wahrscheinlich bei seinem Heimatverein CF Pachuca, als dieser in den Spielzeiten 1950/51 und 1951/52 in der zweiten Liga vertreten war.
In der Saison 1952/53 stand er beim Deportivo Toluca FC unter Vertrag, mit dem er die Meisterschaft der zweitklassigen Segunda División gewann und den Aufstieg in die mexikanische Primera División schaffte, der die Diablos Rojos seither ununterbrochen angehören.
In der folgenden Erstliga-Saison 1953/54 spielte De la Tijera für den CD Zacatepec. Mindestens zwischen 1955 und 1958 stand er dann beim Club León unter Vertrag, mit dem er 1956 den Meistertitel und zwei Jahre später die Copa México gewann.

## Erfolge
- Mexikanischer Meister: 1956 (mit León)
- Mexikanischer Pokalsieger: 1958 (mit León)
- Mexikanischer Supercup: 1956 (mit León)
- Mexikanischer Zweitligameister: 1953 (mit Toluca)